# Oberwiesenthal
Oberwiesenthal és una vila i una estació d'esquí situada al districte d'Erzgebirgskreis al territori de Saxònia dins Alemanya. Es troba dins de les Muntanyes Metal·líferes, a la frontera amb la República Txeca, a 19 km al sud d'Annaberg-Buchholz i a 23 km al nord-est de Karlovy Vary. Amb 914 m d'altitud, és la ciutat més alta d'Alemanya. L'any 2009 tenia 2501 habitants. La medalla d'or olímpic en salts Jens Weißflog s'hi entrena. La vila compta amb un museu històric de l'esquí.

## Geografia
L'elevació més alta del municipi és el mont Fichtelberg (1215 m).

### Subdivisions
- Oberwiesenthal
- Unterwiesenthal
- Hammerunterwiesenthal
- Rotes Vorwerk
- Neues Haus

## Història

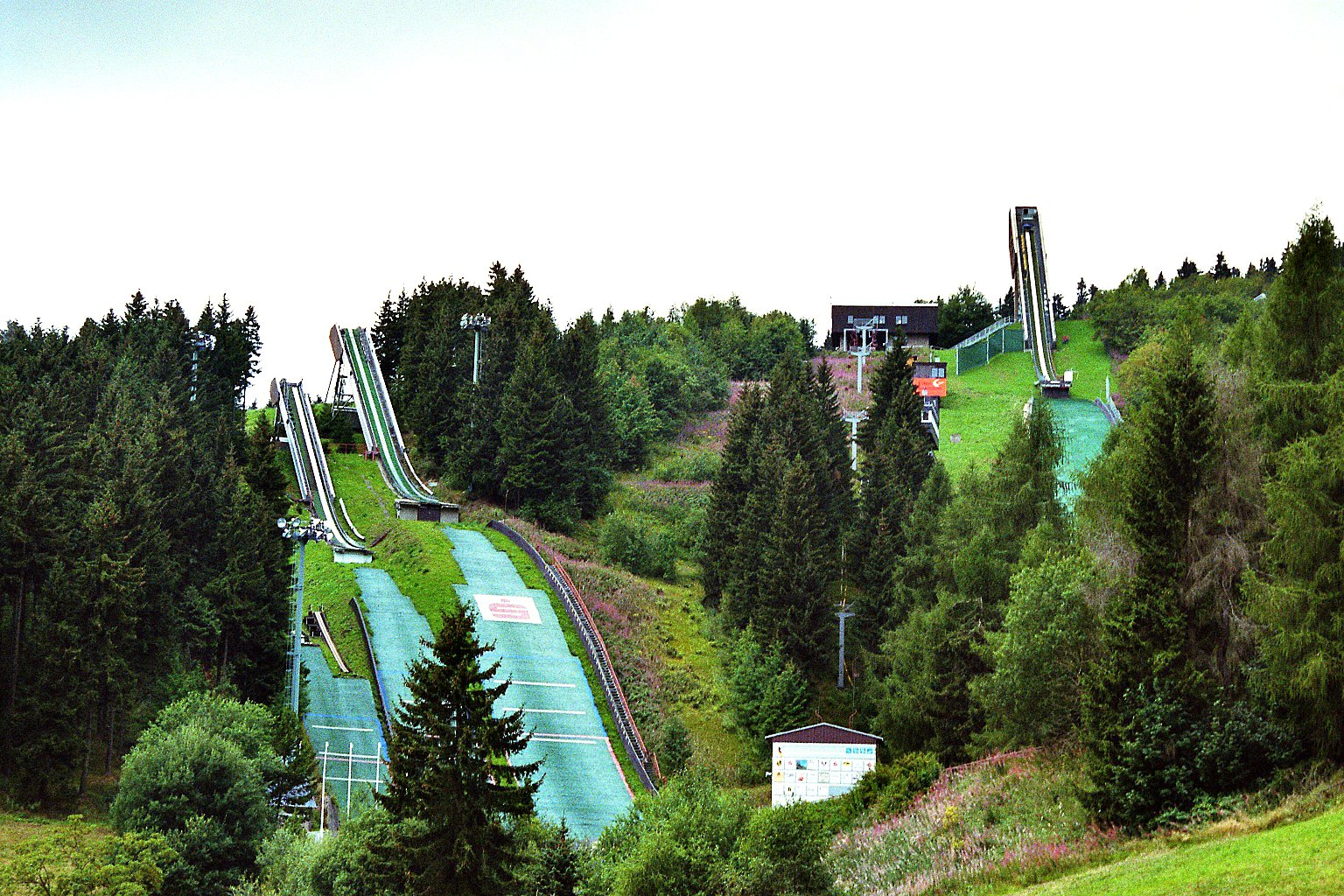
Salt d'esquí a Fichtelberg

La "nova ciutat a la vall del Wiesen" ("Neustadt am Wiesenthal") es va fundar el 1527 pels senyors de Schönburg com una ciutat minera de la plata. Després de la Segona Guerra Mundial, els russos intentaren aprofitar mines d'urani, que primer havia estat esmentat en els registres el 1406 i tenia els drets com a ciutat el 1510.